# Liga Colombiana de Béisbol Profesional 1957-58
La temporada de la Liga Colombiana de Béisbol Profesional 1957-58 fue la 11° y última edición de la primera época de este campeonato disputada del 23 de octubre de 1957 al 4 de febrero de 1958. Un total de 4 equipos participaron en la competición. 

## Novedades
El torneo dio fin a una primera época en el béisbol colombiano que duró 11 años para volver a organizarse.

## Equipos participantes
| Equipo                  | Fundación | Departamento | Ciudad       | Estadio                   | Capacidad |
| Kola Roman de Cartagena | 1955      | Bolívar      | Cartagena    | Estadio Once de Noviembre | 12 000    |
| Indios de Cartagena     | 1948      | Bolívar      | Cartagena    | Estadio Once de Noviembre | 12 000    |
| Vanytor de Barranquilla | 1953      | Atlántico    | Barranquilla | Estadio Tomás Arrieta     | 8 000     |
| Willard de Barranquilla | 1953      | Atlántico    | Barranquilla | Estadio Tomás Arrieta     | 8 000     |

## Temporada regular
Cada equipo jugó 60 juegos en total.
| Pos | Equipo                  | JG | JP | JJ | AVG.  | Dif  |
| --- | ----------------------- | -- | -- | -- | ----- | ---- |
| 1.  | Vanytor de Barranquilla | 35 | 25 | 60 | 0.583 | ---  |
| 2.  | Willard de Barranquilla | 32 | 28 | 60 | 0.533 | 3,0  |
| 3.  | Kola Roman de Cartagena | 31 | 29 | 60 | 0.516 | 4,0  |
| 4.  | Indios de Cartagena     | 22 | 38 | 60 | 0.366 | 13,0 |

| Colombia                                      |
| Campeón Vanytor de Barranquilla Primer título |

## Los mejores
| Stat                     | Jugador                | Total |
| ------------------------ | ---------------------- | ----- |
| Porcentaje de bateo (BA) | Leonard Williams (WIL) | .313  |
| Hits (H)                 | David Dillard (VAN)    | 69    |
| Carrera impulsada (RBI)  | Leonard Williams (WIL) | 52    |
| Carrera anotada (R)      | Leonard Williams (WIL) | 43    |
| Dobles (2B)              | Leonard Williams (WIL) | 15    |
| Triples (3B)             | David Dillard (VAN)    | 6     |
| Home run (HR)            | Leonard Williams (WIL) | 14    |
| Robo de base (SB)        | Armando Crizon (KOL)   | 14    |

| Stat                 | Jugador                  | Total         |
| -------------------- | ------------------------ | ------------- |
| Juegos ganados (GAN) | Charles Kolokowsky (VAN) | 12W-4L (.750) |
| Efectividad (ERA)    | Charles Kolokowsky (VAN) | 2.17          |
| Ponches (SO)         | James Acker (WIL)        | 114           |